# 2012年夏季奧林匹克運動會水上芭蕾比賽
2012年夏季奧林匹克運動會水上芭蕾比賽為第30屆夏季奧林匹克運動會的其中一項競賽項目，共產生雙人及集體項目兩面金牌；賽事於2012年8月5日至8月10日在倫敦倫敦水上運動中心中舉行。

## 參賽資格

### 團體項目
本屆賽事共有8支隊伍（共72名運動員）參加隊際項目。其中，5支不同洲份（歐洲、亞洲、非洲、泛美洲及大洋洲）的冠軍隊伍將直接取得參賽資格；而另外3支隊伍則由奧運資格賽決出。
| 隊伍   | 參賽資格                    |
| ------ | --------------------------- |
| 英国   | 主辦國 / 歐洲冠軍           |
| 中国   | 亞洲冠軍                    |
| 埃及   | 非洲冠軍                    |
| 加拿大 | 泛美洲冠軍                  |
|        | 大洋洲冠軍                  |
| 俄罗斯 | 奧運資格賽成績最佳的3支隊伍 |
| 西班牙 | 奧運資格賽成績最佳的3支隊伍 |
| 日本   | 奧運資格賽成績最佳的3支隊伍 |

### 雙人項目
至於雙人項目方面，本屆賽事共有24支組合（共48名運動員）參加。已取得隊際項目參賽資格的8支隊伍，將自動取得本項目的參賽資格；另外16支隊伍則由奧運資格賽決出。
| 隊伍   | 參賽資格                    |
| ------ | --------------------------- |
| 英国   | 主辦國 / 歐洲冠軍           |
| 中国   | 亞洲冠軍                    |
| 埃及   | 非洲冠軍                    |
| 加拿大 | 泛美洲冠軍                  |
|        | 大洋洲冠軍                  |
| 俄罗斯 | 奧運資格賽成績最佳的3支隊伍 |
| 西班牙 | 奧運資格賽成績最佳的3支隊伍 |
| 日本   | 奧運資格賽成績最佳的3支隊伍 |
| 奥地利 | 奧運資格賽成績最佳隊伍      |
| 巴西   | 奧運資格賽成績最佳隊伍      |
| 捷克   | 奧運資格賽成績最佳隊伍      |
| 法国   | 奧運資格賽成績最佳隊伍      |
| 希腊   | 奧運資格賽成績最佳隊伍      |
| 匈牙利 | 奧運資格賽成績最佳隊伍      |
| 以色列 | 奧運資格賽成績最佳隊伍      |
| 意大利 | 奧運資格賽成績最佳隊伍      |
|        | 奧運資格賽成績最佳隊伍      |
| 韩国   | 奧運資格賽成績最佳隊伍      |
| 墨西哥 | 奧運資格賽成績最佳隊伍      |
| 荷兰   | 奧運資格賽成績最佳隊伍      |
| 朝鲜   | 奧運資格賽成績最佳隊伍      |
| 瑞士   | 奧運資格賽成績最佳隊伍      |
| 乌克兰 | 奧運資格賽成績最佳隊伍      |
| 美国   | 奧運資格賽成績最佳隊伍      |

## 各項成績
| 項目             | 金牌 | 金牌      | 银牌                                                                                   | 银牌      | 铜牌 | 铜牌      |
| 雙人項目（詳細） | 俄罗斯（RUS） · 娜塔莉婭·伊什琴科 · 斯韋特蘭娜·羅馬絲娜 | 197.100分 | 西班牙（ESP） · 奥娜·卡沃内利 · 安德鲁·富恩特斯                                        | 192.900分 | 中国（CHN） · 黃雪辰 · 劉鷗 | 192.870分 |
| 團體項目（詳細） | 俄罗斯（RUS） · 安娜塔西亞·戴薇朵娃 · 瑪麗亞·格洛莫娃 · 娜塔莉婭·伊什琴科 · 埃爾維拉·卡斯亞諾娃 · 戴莉亞·科洛波娃 · 亚历山德拉·帕茨克维奇 · 斯韋特蘭娜·羅馬絲娜 · 阿拉·希什金娜 · 安茲海列卡·提曼妮娜 | 197.030分 | 中国（CHN） · 常思 · 陳曉君 · 黃雪辰 · 蔣婷婷 · 蔣文文 · 劉鷗 · 羅茜 · 孫文雁 · 吳怡文 | 194.010分 | 西班牙（ESP） · Clara Basiana · 阿尔瓦·卡韦略 · 奥娜·卡沃内利 · Margalida Crespí · 安德鲁·富恩特斯 · Thaïs Henríquez · Paula Klamburg · Irene Montrucchio · 拉娅·庞斯 | 193.120分 |

## 外部連結
- 2012年倫敦奧運官方網站（英文）